# Eugen Wolff

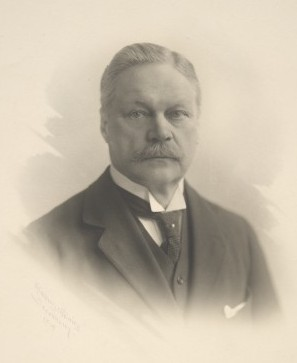
Eugen Wolff.

Carl Oskar Eugen Wolff, född 2 november 1851 i Vasa, död 20 maj 1937 i Viborg, var en finländsk industriman. Han var son till Carl Gustaf Wolff. 
Wolff var prokurist i det hackmanska handelshuset i Viborg och 1883 en av initiativtagarna till Finska ångfartygs Ab (FÅA). Tillsammans med bland andra Wilhelm Hackman tecknade Wolff 44 av FÅA:s då 120 aktier, vilket innebar den största ägargrupperingen i det nya rederiet. Året då detta grundades hade det sista fartyget i faderns flotta sålts. Wolff invaldes i styrelsen för FÅA och blev senare vice ordförande i bolagets förvaltningsråd; totalt arbetade han 55 år i dess styrande organ. Hans kontakter till födelsestaden var betydelsefulla för det samarbete med Wasa-Nordsjö Ångbåts Ab, vilket 1916 ledde till en fusion med konkurrenten FÅA.
Tillsammans med en bror grundade Wolff 1887 Ab Tornator, vars verkställande direktör han var från 1900. Under hans ledning anlade bolaget vid Tainionkoski fors i Vuoksen de träförädlingsindustrier som 1918 såldes till staten för att senare införlivas med Enso-Gutzeit Oy. Han var 1899 medlem av den stora deputationen som önskade överlämna en massadress om förhållandena i Finland till kejsaren. Sedan denne avvisat deputationen höll Wolff ett uppmärksammat tal (om "frostnatten", som gått över landet), i vilket han gav luft åt deputationsmedlemmarnas känslor och i bestämda ordalag hävdade Finlands rätt. För detta avsattes Wolff från en brittisk vicekonsulspost han innehaft och blev även i fortsättningen utsatt för förföljelser och var landsförvisad 1903–1905. Wolff var även medlem av en delegation som arbetade för ett internationellt erkännande av Finlands självständighet och utsågs 1919 till Finlands chargé d'affaires ad interim i Stockholm. Wolff gjorde betydande donationer, bland annat till Österbottens museum.